# طوم ياربوروف
طوم ياربوروف هو سياسي أمريكي، ولد في 23 يوليو 1895، وتوفي في 19 مارس 1969 بسبب حادث مرور. انتخب mayor of a place in California ‏.